# エイダ・ラブレス賞
エイダ・ラブレス賞(Ada Lovelace Award)またはオーガスタ・エイダ・ラブレス賞(Augusta Ada Lovelace Award)とは、Association for Women in Computing(AWC)が授与する生涯業績賞である。その名前は、イギリスの女性数学者で、世界初のプログラマとされるエイダ・ラブレスにちなむものである。

## 概要
1981年に生涯業績賞(Service Award)として設立され、翌年からオーガスタ・エイダ・ラブレス賞に改称された。
この賞は、次の分野のいずれかで優れた個人に授与される。
- 優れた科学技術的成果
- コンピューティングにおける女性のための実績や貢献による、コンピュータ業界への並外れた功労

なお、2015年に同名の別の賞が設立されている。

## 受賞者
| 年     | 氏名                     | 出典   |
| ------ | ------------------------ | ------ |
| 1982年 | テルマ・エストリン       | [ 3 ]  |
| 1983年 | グレース・ホッパー       | [ 4 ]  |
| 1984年 | ルース・M・デイビス      | [ 5 ]  |
| 1985年 | エイミー・D・ウォール    | [ 6 ]  |
| 1986年 | マーガレット・ハミルトン | [ 7 ]  |
| 1989年 | ジーン・E・サメット      | [ 8 ]  |
| 1995年 | アニタ・ボルグ           | [ 9 ]  |
| 1997年 | ベティ・ホルバートン     | [ 10 ] |
| 1998年 | エスター・ダイソン       | [ 11 ] |
| 2000年 | ミリー・コス             | [ 12 ] |
| 2001年 | ドロシー・E・デニング    | [ 13 ] |
| 2002年 | フランシス・E・アレン    | [ 14 ] |
| 2003年 | キャロル・バーツ         | [ 15 ] |
| 2004年 | アニタ・K・ジョーンズ    | [ 16 ] |
| 2005年 | C・ダイアン・マーティン  |        |